# Togo aux Jeux olympiques d'été de 2016
Le Togo participe aux Jeux olympiques d'été de 2016 à Rio de Janeiro au Brésil du 5 août au 21 août. Il s'agit de sa 10e participation à des Jeux d'été. Sa délégation est constituée de 5 sportifs de 3 disciplines. La nageuse Adzo Kpossi est désignée porte-drapeau.

## Athlétisme
Le Togo a reçu une invitation pour qualifier deux athlètes. Fabrice Dabla (200 m) et Prénam Pesse (100 m) sont sélectionnés.
| Athlète       | Épreuve      | Séries  | Séries | Demi-finales | Demi-finales | Finale   | Finale   |
| Athlète       | Épreuve      | Temps   | Rang   | Temps        | Rang         | Temps    | Rang     |
| ------------- | ------------ | ------- | ------ | ------------ | ------------ | -------- | -------- |
| Fabrice Dabla | 200 m hommes | 21 s 63 | 7e     | Éliminé      | Éliminé      | Éliminé  | Éliminé  |
| Prénam Pesse  | 100 m femmes | 12 s 38 | 4e     | Éliminée     | Éliminée     | Éliminée | Éliminée |

## Aviron
Claire Akossiwa est sélectionnée sur invitation à l'épreuve de skiff. Elle réalise le dernier temps des séries et des repêchages.
Légende: FA = finale A (médaille) ; FB = finale B (pas de médaille) ; FC = finale C (pas de médaille) ; FD = finale D (pas de médaille) ; FE = finale E (pas de médaille) ; FF = finale F (pas de médaille) ; SA/B = demi-finales A/B ; SC/D = demi-finales C/D ; SE/F = demi-finales E/F ; QF = quarts de finale; R= repêchage
| Athlète         | Épreuve      | Séries  | Séries | Repêchage | Repêchage | Quart de finale | Quart de finale | Demi-finales | Demi-finales | Finale  | Finale |
| Athlète         | Épreuve      | Temps   | Rang   | Temps     | Rang      | Temps           | Rang            | Temps        | Rang         | Temps   | Rang   |
| --------------- | ------------ | ------- | ------ | --------- | --------- | --------------- | --------------- | ------------ | ------------ | ------- | ------ |
| Claire Akossiwa | Skiff femmes | 9:56.43 | 5 R    | 9:04.76   | 4 SE/F    | exempt          | exempt          | 9:25.60      | 4 FF         | 9:54.54 | 32     |

## Natation
Le Togo a reçu une invitation pour qualifier deux nageurs, un homme et une femme. Eméric Kpegba et Adzo Kpossi sont sélectionnés sur 50 m nage libre.
| Athlète       | Épreuve                | Séries  | Séries | Demi-finales | Demi-finales | Finale   | Finale   |
| Athlète       | Épreuve                | Temps   | Rang   | Temps        | Rang         | Temps    | Rang     |
| ------------- | ---------------------- | ------- | ------ | ------------ | ------------ | -------- | -------- |
| Eméric Kpegba | 50 m nage libre hommes | 27 s 67 | 80e    | Éliminé      | Éliminé      | Éliminé  | Éliminé  |
| Adzo Kpossi   | 50 m nage libre femmes | 33 s 44 | 79e    | Éliminée     | Éliminée     | Éliminée | Éliminée |